# Meta Brevoort

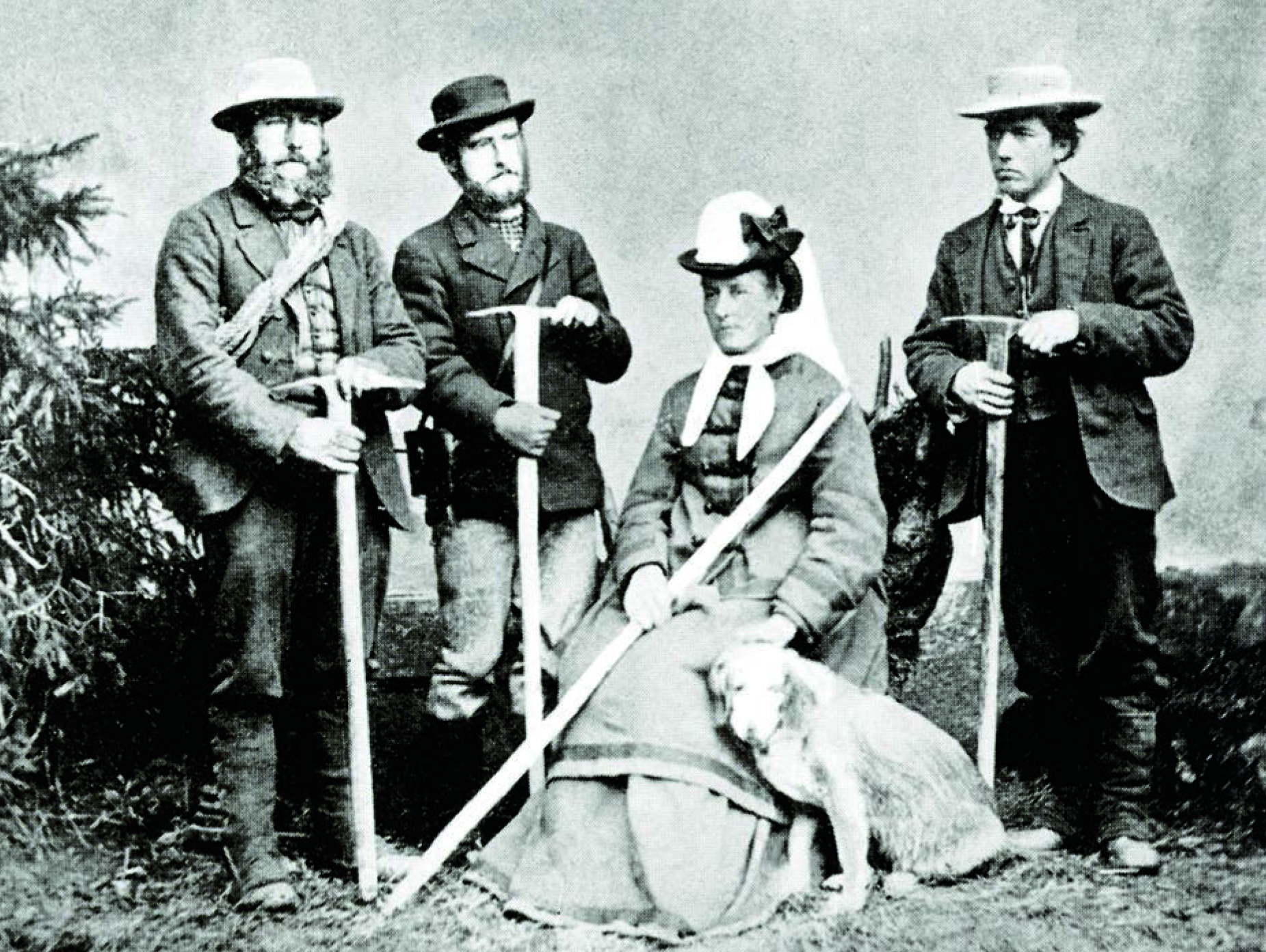
Meta Brevoort

Marguerite "Meta" Brevoort (1825–1876) fue una montañera estadounidense especialmente conocida por ser la primera mujer montañera de la historia en llevar pantalones.

## Trayectoria
Brevoort que pasó sus primeros años en una escuela conventual de París. Realizó una serie de importantes ascensos en los Alpes en los años sesenta y años setenta del siglo XIX, pero vio frustradas sus dos grandes ambiciones alpinas: ser la primera mujer en subir el Cervino, y la primera persona en subir la Meije en el Delfinado. El modelo a imitar y rival de Brevoort fue Lucy Walker, quien empezó su destacada carrera montañera a la edad de 28 años, en 1859, y fue Walker quien, oyendo que Meta planeaba una expedición al Cervino en 1871, rápidamente reunió una partida que incluía al famoso guía, Melchior Anderegg, e hizo la cumbre unos pocos días antes de que Brevoort llegase a Zermatt. A diferencia de Walker, quien siempre llevaba vestidos, Brevoort fue la primera montañera que llevó pantalones.
Meta Brevoort fue la tía de W. A. B. Coolidge, a quien él llevó a Europa en 1865, cuando él tenía 15 años de edad, y lo introdujo en la escalada alpina. Coolidge con el tiempo se convirtió en un montañero destacado, con más de 1700 ascensos en los Alpes, y el mayor historiador alpino de la época victoriana. Los dos ascendieron a lo largo de diez temporadas, y en muchas de sus aventuras se les unió Tschingel, (1865–1879), una perrita que el guía Christian Almer le dio a su sobrino. Más tarde, ella se refirió con orgullo a su compañera canina como el único "Miembro Honorario femenino del Alpine Club".
Ella y Coolidge viajaron al Delfinado en varias ocasiones para intentar La Meije, pero se encontraron con mal tiempo en cada viaje. En 1876, ella tuvo su oportunidad final para una primera ascensión, pero, en lugar de ello, permanecieron en el Oberland bernés para dar más dinero a su sobrino, para apoyar sus esfuerzos en la cordillera. Unos pocos meses después, ella murió.